# Тошија Фуџита
Тошија Фуџита (јап. 藤田 俊哉; 4. октобар 1971) бивши је јапански фудбалер.

## Каријера
Током каријере је играо за Џубило Ивата, FC Utrecht, Нагоја Грампус и многе друге клубове.

## Репрезентација
За репрезентацију Јапана дебитовао је 1995. године. За тај тим је одиграо 24 утакмице и постигао 3 гола.

## Статистика
| Јапан  | Јапан   | Јапан  |
| Година | Наступи | Голови |
| ------ | ------- | ------ |
| 1995.  | 6       | 2      |
| 1996.  | 0       | 0      |
| 1997.  | 0       | 0      |
| 1998.  | 0       | 0      |
| 1999.  | 4       | 0      |
| 2000.  | 0       | 0      |
| 2001.  | 0       | 0      |
| 2002.  | 0       | 0      |
| 2003.  | 3       | 0      |
| 2004.  | 10      | 1      |
| 2005.  | 1       | 0      |
| Укупно | 24      | 3      |